# 市中区 (楽山市)
市中区（しちゅう-く）は中華人民共和国四川省楽山市に位置する市轄区。

## 行政区画
- 街道:張公橋街道、泊水街街道、上河街街道、大仏街道、緑心街道、通江街道、柏楊街道、全福街道
- 鎮:牟子鎮、土主鎮、白馬鎮、茅橋鎮、青平鎮、蘇稽鎮、水口鎮、安谷鎮、棉竹鎮、平興鎮、悦来鎮、剣峰鎮

## 交通

### 鉄道
- 中国鉄路総公司
  - 中国鉄路成都局集団公司
    - 成貴旅客専用線 （成都方面）- 楽山駅（中国語版） -（峨眉山方面）

## 健康・医療・衛生
- 楽山市市中区人民医院